# Història de la tecnologia de visualització

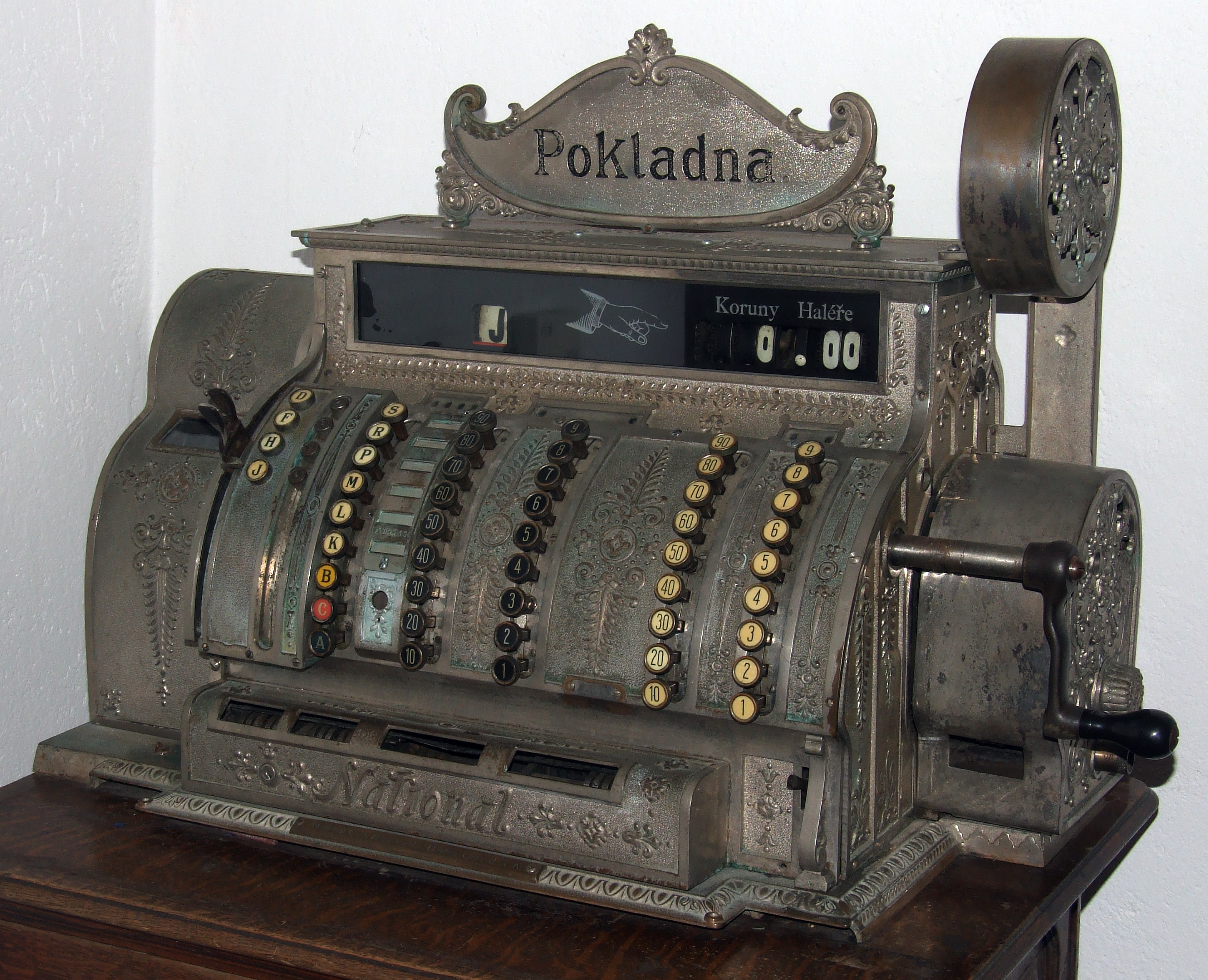
Caixa registradora amb visualitzador mecànic

Els dispositius de visualització, han evolucionat des de sistemes mecànics (més tard electromecànics) per a visualitzar primer només xifres (o rètols amb text), fins a arribar a les pantalles LED capaces de visualitzar gràfics 3D en color i amb imatges en moviment. Els visualitzadors més primitius van ser els dispositius mecànics de les caixes registradores substituïts més tard pels electromagnètics, utilitzant un solenoide-bobinat per controlar una bandera visible o una pestanya. Es van utilitzar per a visualitzar des dels preus del mercat de valors fins a la visualització d'horaris sortides i arribades en estacions i aeroports.
Pantalles de visualitzacióː El tub de raig càtodics va ser el cavall de batalla en la tecnologia visualització de text i de vídeo durant diverses dècades, fins que va ser desplaçat per la pantalla de plasma, la pantalla de cristall líquid (LCD) i els dispositius d'estat sòlid com LEDs i OLEDs. Amb l'adveniment dels microprocessadors i altres dispositius micro-electrònics, d'aquesta manera, panells amb milions de " píxels" han pogut ser incorporades als dispositius de visualització, sent capaços de mostrar gràfics o fins i tot imatges de vídeo en pantalles gegants de desenes de metres.

## Història
Un dels visualitzadors electrònics primitius va ser el tub de raig càtodics (a partir d'ara CRT), que va ser presentat en 1922. El CRT consta d'un canó d'electrons que genera imatges mitjançant la modulació d'un feix d'electrons que impacten sobre una pantalla amb recobriment de fòsfor. El CRTs més primitiu era monocrom i es va utilitzar principalment en oscil·loscopis i televisors en blanc i negre. El primer CRT comercial de color va sortir al mercat el 1954. Aquesta tecnologia de visualització (amb el CRT com a base) va ser prácticammente l'única utilitzada popularment per als televisors i monitors d'ordinador o de vídeo, durant més de mig segle. No va ser fins a la dècada del 2000 quan la tecnologia LCD va començar a reemplaçar-la gradualment.
Un derivat del CRT va ser el "tub d'emmagatzematge", que (aprofitant l'emissió secundària del fòsfor) tenia la capacitat de retenir la informació mostrada sobre una pantalla amb una malla d'emmagatzematge capacitiu, a diferència del fòsfor del CRT estàndard que necessita ser refrescat periòdicament. El 1968, Tektronix va introduir el Tub d'Emmagatzematge Bistable de Visió Directa, que va ser utilitzat àmpliament durant dècades en oscil·loscopis i terminals d'ordinador.
L'any 1968 es van començar a construir pantalles LED gegants capaces de visualitzar, a plena llum ambient, gràfics 3D en color i fins i tot imatges en moviment

## Tub de raigs catòdics

### CRT (TRC) Monocrom
1922.- Tub de raigs catòdics com a pantalla de televisió en blanc i negre

### CRT (TRC) de Color
1954:- Pantalla de televisió en color "Shadow mask" basada en un triple canó d'electrons:

### Tub Bistable de Visió-Directa
1968 Tub CRT" biestable d'emmagatzematge de visió directa" que reté la informació estàtica que s'hi ha escrit emprant un feix d'electrons dirigible que pot ser modulat(encés/apagat). En principi, el DVBST és similar a un Telesketch, i va estar utilitzat com pantalla vectorial en ordinadors primitius i en oscil·loscopis.

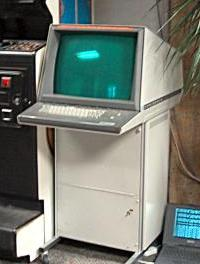
Tektronix 4014 amb una pantalla d'emmagatzematge "DVBST"

## Visualitzador de disc Flip-flap
1957 Visualitzador Split-flap
1961 Visualitzador Flip-Disc

## Pantalla de plasma monocroma
1964 Pantalla de plasma Monocroma

## Pantalla LED
1968 Pantalla LED: pantalles electròniques amb tecnologia de LEDs, on cada píxel és un LED.

## Pantalla Eggcrate
1968 Pantalla eggcrate: mètode antic de mostrar caràcters alfanumèrics. Es compon d'una matriu de bombetes incandescents. Una màscara d'escuma de cautxú amb una sèrie d'orificis que envolta i sosten les bombetes forma l'estructura de la pantalla, fent que s'assembli a una caixa d'ous.

## Visualitzador fluorescent
1967 Visualitzador fluorescent de buit utilitzat en electrònica de consum.

## Pantalla LCD Twisted-nematic
1971 Pantalla LCD Twisted-nematic

## Pantalla LCD Super-Twisted-nematic
1984 Pantalla Super-twisted nematic (STN LCD) millorant les pantalles LCD de matriu passiva, permetent per primera vegada pantalles de més alta resolució amb 540x270 píxels.

## Pantalla Pin Art
1960: Pin Art: dispositiu que permet formar imatges en relleu mitjançant el desplaçament de varetes cilíndriques molt primes, guiades per una malla adequada i sostingudes en un marc.

## Visualitzador Braille
1969 Visualitzador Braille: està basat en un mecanisme electro-mecànic capaç de representar caràcters Braille mitjançant l'elevació de punts a través d'una superfície plana amb forats fets a aquest efecte.

## Pantalla LCD TFT de color
1986 Pantalla de cristall líquid de pel·lícula prima de color :

## Projector DLP
1987 La tecnologia micro-electro-mecànica òptica que utilitza un dispositiu amb micromirall digital. Encara que el procediment "Digital Light Processing (DLP)" va ser inventat per Texas Instruments, el primer projector basat en DLP va ser introduït per Digital Projection Ltd el 1997.

## Pantalla de plasma de color
1995 pantalla de plasma Full-color:

## Pantalla OLED
2003 Pantalla de díodes orgànics emissors de llum (OLED):
2003 Pantalla de matriu activa OLED (AMOLED):

## Paper electrònic
2004 Paper electrònic: reprodueix la informació que té emmagatzemada en un finíssim disc dur amb una qualitat d'imatge superior a la d'una pantalla de cristall líquid, però de moment només en dos colors: blanc-negre, o bé, vermell-blau.

## Pantalla electroluminescent
1974 Pantalla Electroluminescent (ELD): Funciona excitant àtoms en passar un corrent elèctric a través seu, fent que emetin fotons. Variant el material que s'està excitant, es pot canviar el color de la llum emesa. La Pantalla es construeix utilitzant com d'elèctrodes, tires planes i opaques paral·leles entre si, recobertes d'una capa de material electroluminescent, seguit per una altra capa d'elèctrodes, perpendicular a la capa de sota. Aquesta capa superior ha de ser transparent per tal de deixar escapar la llum. A cada intersecció, el material s'il·lumina, generant un píxel.